# Парадокс два кондензатора
Парадокс два кондензатора или парадокс кондензатора је парадокс или контраинтуинтивни мисаони експеримент у теорији електричних кола. 
Мисаони експеримент се обично описује на следећи начин: Два идентична кондензатора спојена су паралелно са отвореним прекидачем између њих. Један од кондензатора је оптерећен напоном {\displaystyle V_{i}}, а други је неоптерећен. Кад се прекидач затвори, део наелектрисања {\displaystyle Q=CV_{i}} са првог кондензатора пређе на други, смањујући напон на првом и повећавајући напон на другом. Кад се постигне стање равнотеже и јачина струје постане нула, напони на кондензаторима морају бити једнаки јер су им крајеви спојени. Пошто оба имају исти капацитет {\displaystyle C} кондензатори ће имати једнако наелектрисање {\displaystyle {Q \over 2}} и напон {\displaystyle V_{f}={Q \over 2C}={V_{i} \over 2}}. На почетку експеримента укупна почетна енергија {\displaystyle W_{i}} у колу је енергија складиштена у оптерећеном кондензатору:
{\displaystyle W_{i}={1 \over 2}CV_{i}^{2}}.
На крају експеримента коначна енергија {\displaystyle W_{f}} је једнака збиру енергија на кондензаторима:
{\displaystyle W_{f}={1 \over 2}CV_{f}^{2}+{1 \over 2}CV_{f}^{2}=CV_{f}^{2}=C({V_{i} \over 2})^{2}={1 \over 4}CV_{i}^{2}={1 \over 2}W_{i}}
Ова коначна енергија {\displaystyle W_{f}} је једнака половини почетне енергије {\displaystyle W_{i}}. Где је друга половина почетне енергије нестала?

## Решења проблема
Ово је стари проблем о коме се интензивно расправљало у литератури о електроници. 
За разлику од неких других парадокса у науци, овај парадокс није последица основне физике, већ ограничења конвенција „идеалног кола” коришћених у теорији кола. Горенаведени опис није физички остварив ако се претпоставља да је склоп направљен од идеалних елемената кола, као што је уобичајено у теорији кола. Ако су жице које повезују два кондензатора, прекидач и сами кондензатори идеализовани као да немају електрични отпор или индуктивитет као што је уобичајено, затварање прекидача би повезало тачке различитог напона са савршеним проводником, проузрокујући бесконачну струју. Стога решење захтева да се једна или више „идеалних” карактеристика елемената у колу не поштују доследно, што није наведено у горњем опису. Решење се разликује у зависности од претпоставки о стварним карактеристикама елемената кола:
- Ако се претпостави да жице имају индуктивност, али немају отпор, струја неће бити бесконачна, али коло и даље нема компоненте које троше енергију, тако да неће доћи у стабилно стање, као што је претпостављено у опису. Настаће Осцилаторно коло без пригушења, па ће наелектрисање непрестано осциловати између два кондензатора; напон на кондензаторима и струја ће варирати синусоидно. Почетна енергија неће бити изгубљена, у било којем тренутку збир енергије у два кондензатора и енергије смештене у магнетном пољу око жица биће једнак почетној енергији.
- Ако се претпостави да уз повезивање жица, осим што имају индуктивност и немају отпор, имају не-нулту дужину, осцилујуће коло ће деловати као антена и изгубити енергију зрачењем електромагнетним таласима (радио таласи). Учинак овог губитка енергије потпуно је исти као да је у кругу постојао отпор, па ће коло бити еквивалентно РЛЦ колу. Осцилујућа струја ће синусоидно експоненцијално падати. Пошто није изгубљено ниједно првобитно наелектрисање, крајње стање кондензатора биће како је описано горе, са половином почетног напона на сваком кондензатору. Будући да у овом стању кондензатори садрже половину почетне енергије, недостајућа половина енергије је зрачена у околину електромагнетним таласима.
- Ако се претпостави да жице имају неки нулти отпор, то је РЦ коло, а струја ће експоненцијално пасти на нулу. Као и у претходном случају, пошто се не губи наелектрисање, коло ће прећи у статичко коначно стање као што је горе описано. Пошто у овом стању кондензатори имају заједно половину енергије, без обзира на количину отпора, половина почетне енергије је зрачена као топлота услед отпорности жице.
- Ако осим отпора и индуктивности, жице имају не-нулту дужину и делују као антена, укупни губитак енергије ће бити исти, али биће подељен између зрачења електромагнетних таласа и топлоте зрачене услед отпорности.

Развијена су разна додатна решења, заснована на детаљнијим претпоставкама о карактеристикама компонената.

## Алтернативне верзије
Постоји неколико алтернативних верзија парадокса. Једна је оригинално коло са два кондензатора на почетку оптерећена једнаким и супротним напонима {\displaystyle +V_{i}} и {\displaystyle -V_{i}}. Друга верзија је да је једини кондензатор наелектрисан кратким спојен помоћу идеалног проводника. У овим случајевима у коначном стању сво наелектрисање је неутрализовано, крајњи напон на кондензаторима је нула, тако да је нестала целокупна почетна енергија. Решења о томе где је отишла енергија слична су онима описанима у претходном одељку.